# Ronde van Frankrijk 2007/Vijftiende etappe
De vijftiende etappe van de Ronde van Frankrijk 2007 werd verreden op 23 juli 2007 tussen Foix en Loudenvielle - Le Louron over een afstand van 196 kilometer. Dit was de tweede etappe in de Pyreneeën.
Ritwinnaar Aleksandr Vinokoerov (Astana) werd na de etappe betrapt op bloeddoping. In april 2008 kreeg de Luxemburger Kim Kirchen van het Duitse T-Mobile Team de etappewinst toegewezen. Vinokoerov werd in de tijdrit van Albi-Albi ook betrapt op bloeddoping. Daar is de Australiër Cadel Evans van het Belgische Predictor-Lotto de ritoverwinnaar.

## Verloop
Aleksandr Vinokoerov maakte deel uit van een grote kopgroep. Op de laatste beklimming, de Col de Peyresourde, reed de Kazach weg van zijn concurrenten en soleerde naar de zege. Kim Kirchen en Haimar Zubeldia strandden op 51 seconden en werden tweede en derde.
In de achtergrond vochten geletruidrager Michael Rasmussen en diens belangrijkste opponent en wittetruidrager Alberto Contador een duel uit. De twee reden, net als in de vorige bergrit, weg van de andere klassementsrenners, maar beiden hadden geen zin in samenwerken. Contador viel keer op keer aan en Rasmussen kon vaak maar net aanpikken bij de 24-jarige Spanjaard. Het tweetal kwam als 10e en 11e over de streep, een kleine minuut voor de groep met andere klassementsrenners.

### Tussensprints
| Tussensprint Saint-Girons na 68 km |                 |        |
| Plaats                             | Naam            | Punten |
| Winnaar                            | Daniele Bennati | 6      |
| 2                                  | Sergej Ivanov   | 4      |
| 3                                  | Bernhard Kohl   | 2      |

| Tussensprint Marignac na 127 km |                   |        |
| Plaats                          | Naam              | Punten |
| Winnaar                         | Daniele Bennati   | 6      |
| 2                               | Kurt-Asle Arvesen | 4      |
| 3                               | Benoît Vaugrenard | 2      |

### Bergsprints
- Eerste bergsprint, Col de Port (2de cat.), na 27,5 km: Juan Manuel Gárate
- Tweede bergsprint, Col de Portet-d'Aspet (2de cat.), na 98,5 km: Laurent Lefèvre
- Derde bergsprint, Col de Menté (1ste cat.), na 114 km: Juan Manuel Gárate
- Vierde bergsprint, Port de Balès (Hors Catégorie), na 159,6 km: Kim Kirchen
- Vijfde bergsprint, Col de Peyresourde (1ste cat.), na 184 km: Aleksandr Vinokoerov

## Uitslag
| rang | renner                | land             | ploeg                   | tijd       |
| ---- | --------------------- | ---------------- | ----------------------- | ---------- |
| 1    | Aleksandr Vinokoerov  | Kazachstan       | Astana                  | 5u 34' 28" |
| 2    | Kim Kirchen           | Luxemburg        | T-Mobile Team           | op 0' 51"  |
| 3    | Haimar Zubeldia       | Spanje           | Euskaltel - Euskadi     | z.t.       |
| 4    | Juan José Cobo        | Spanje           | Saunier Duval - Prodir  | op 0' 58"  |
| 5    | Juan Manuel Gárate    | Spanje           | Quick·Step - Innergetic | op 2' 14"  |
| 6    | David Arroyo          | Spanje           | Caisse d'Epargne        | op 3' 23"  |
| 7    | Bernhard Kohl         | Oostenrijk       | Gerolsteiner            | op 4' 25"  |
| 8    | Christian Vande Velde | Verenigde Staten | Team CSC                | z.t.       |
| 9    | Ludovic Turpin        | Frankrijk        | Ag2r Prévoyance         | op 5' 16"  |
| 10   | Alberto Contador      | Spanje           | Discovery Channel       | op 5' 31"  |
| 11   | Michael Rasmussen     | Denemarken       | Rabobank                | z.t.       |

## Strijdlust
De prijs van de strijdlust ging naar de Kazak Aleksandr Vinokoerov van het Kazakse Astana. Maar door de dopingzaak zal dit waarschijnlijk nog veranderen.